# Кафърски бивол
Кафърски бивол (Syncerus caffer) е вид чифтокопитен бозайник, най-едрият представител на семейство Кухороги. Наричан е още африкански бивол и черен степен бивол. Той е единствен представител на род Syncerus и е разпространен само в Африка. За разлика от индийския бивол, представителите на вида не се поддават на одомашняване и са особено опасни и агресивни към човека.

## Разпространение
Видът обитава Субсахарска Африка и до средата на 20 век е бил често срещан вид във всичките ѝ области. Според изследователи той е съставял 35% от биомасата от чифтокопитни бозайници на Черния континент. Днес се среща основно в Източна Африка в места далеч от човека.
Африканският бивол е приспособен за живот в разнообразни биотопи - от гъстите тропични гори до откритите савани. Местообитанията му достигат до около 3000 м н.в. Най-голямата численост на стадата от биволи е тази в откритите савани с водни източници наблизо.

## Подвидове
Африканският бивол е достатъчно изменчив вид и това е давало повод той да бъде описван като представител със значителен брой подвидове. Стигнало се е дотам, че през XIX век някои изследователи описвали до 90. Днес видът е описван с пет основни подвида:
- Syncerus caffer caffer – основния подвид. Той е най-едрият и е разпространен в Южна и Източна Африка.

Наричан е още капски бивол, притежава най-тъмната космена покривка от подвидовете и е практически черен. Капският бивол е и един от най-агресивните представители на вида. Мъжките достигат до 900 кг, а женските – до 700 кг.
- Syncerus caffer nanus - Африкански горски бивол, червен бивол. Най-дребният подвид с височина при холката едва 120 см и тегло около 270 кг. Космената покривка е рижава с по-тъмни участъци по главата и гърба. Разпростраен е в горите на Централна и Западна Африка.
- Syncerus caffer brachyceros – Судански бивол. Представителите са сравнително дребни на ръст и заемат междинно положение сред предните два. Обитава Западна Африка.
- Syncerus caffer aequinoctialis – подвид, разпространен в Централна Африка. Представителите са по-дребни и по-светли от капските.
- Syncerus caffer mathewsi – горски бивол. Този подвид не се посочва от всички изследователи. Обитава гористите местности на Източна Африка.

## Физически характеристики
Космената покривка на тялото е рядка и груба, рижава, тъмносива до черна. С нарастване на възрастта оредява. Тялото е набито и силно. Макар и по-нисък от индийския бивол, кафърският е почти наполовина по-тежък от него. Главата е поставена ниско на тялото, като върхът ѝ се намира на нивото на гърба. Предните копита са значително по-големи от тези на задните крайници. Опашката е дълга и завършва с пискюл, ушите са широки.
Половият диморфизъм е ясно изразен. Женските са по-дребни от мъжките, рогата са по-тънки и нежни, а космената покривка често е по-светла. Рогата на кафърския бивол са особено характерни. С напредване на възрастта в основата си при мъжките се разрастват, като образуват щит, характеризиращ се с особена плътност и здравина. При горските биволи рогата са по-дребни и рядко достигат дължина до 40 см.
Зрението на кафърските биволи е лошо. От осезанията е най-добре развито обонянието и в по-малка степен - слухът. Биволите имат изградена система от звукова комуникация. Движенията на опашката и главата също са признак за демонстрация на безпокойство и заплаха от хищници.